# Gunnar Laurell (konstnär)
Gunnar Laurell, född 7 juni 1880 i Örebro, död 26 juli 1924 i Stockholm, var en svensk civilingenjör och tecknare.
Han var son till överstelöjtnant Per Lorentz Laurell och Sara Gustafva Sofia Hemgren. Laurell studerade vid Kungliga tekniska högskolan i Stockholm och utexaminerades 1903. Han var därefter verksam som kraftledningsingenjör fram till 1918 då han tillträdde som direktör för Sveriges verkstadsförening. En teckning av honom publicerades i Sixten Rönnows bok Svensk teknik och industri i konsten 1943.
Gunnar Laurell är begravd på Norra begravningsplatsen utanför Stockholm.